# Thomas Tallevi
Thomas Tallevi (Pesaro, 20 dicembre 1982) è un pilota motociclistico italiano.

## Carriera
Partecipa al campionato Italiano Velocità inizialmente nella classe 125 GP, ottenendo come miglior piazzamento il 6º posto in classifica nel 2001 e prendendo parte nella stessa classe anche alle gare valide per il titolo europeo, piazzandosi 12º nel 2001 e 9º nel 2002. Sempre nel 2002 chiude quattordicesimo nel campionato italiano 125 GP. Nel 2003 passa alla classe superbike del CIV con una Ducati 998 RS del Team Pedercini, mentre nel 2004 e nel 2005 disputa le gare della superstock 1000 rispettivamente su Kawasaki e Yamaha. Nella stagione 2006 si colloca in 19ª piazza dell'europeo nella classe 250, mentre nel 2007 è vincitore del Trofeo FMI 250 GP. Nel 2008 è invece campione nel trofeo Triumph Daytona 675 Cup.
Per quanto riguarda il motomondiale, ha marcato una presenza nel 2007 nella classe 250, usufruendo di una wild card per il GP d'Italia, disputatosi sul circuito del Mugello il 3 giugno 2007, classificandosi 25º in prova e 24º in gara a bordo di una Yamaha TZ 250.

## Risultati nel motomondiale
| 2007 | Classe | Moto   |  |  |  |  |  |    |  |  |  |  |    |  |  |  |  |  |  |  | Punti | Pos. |
| ---- | ------ | ------ |  |  |  |  |  | -- |  |  |  |  | -- |  |  |  |  |  |  |  | ----- | ---- |
| 2007 | 250    | Yamaha |  |  |  |  |  | 24 |  |  |  |  | NE |  |  |  |  |  |  |  | 0     |      |

| Legenda | 1º posto        | 2º posto            | 3º posto            | A punti      | Senza punti        | Grassetto – Pole position Corsivo – Giro più veloce |
| Legenda | Gara non valida | Non qual./Non part. | Ritirato/Non class. | Squalificato | '-' Dato non disp. | Grassetto – Pole position Corsivo – Giro più veloce |